# Берг, Александр Фёдорович
Александр Фёдорович Берг (24 января 1803 — 2 марта 1884) — русский дипломат, генеральный консул в Неаполе (1858—1860) и Лондоне (с 1861), камергер (1845) и тайный советник; владелец имения Кортенгоф. Брат Ф. Ф. Берга.

## Биография
Родился в Дерпте. Происходил из остзейского рода Бергов.
В 1821 году окончил с серебряной медалью Благородный пансион при Царскосельском лицее. В службу вступил 5 февраля 1824 года. В 1829 году состоял секретарём при посольстве графа А. Ф. Орлова.
С 10 декабря 1854 года — действительный статский советник
Был награждён многими орденами: Св. Станислава 1-й (1863) и 2-й ст., Св. Анны 1-й (1866) и 2-й ст., Св. Владимира 2-й (1874) и 3-й ст.; среди иностранных орденов: турецкий орден Нишан-Ифтигар (1841), Саксен-Альтенбургский орден Эрнестинского дома командора 2-го класса (1848), датский орден Данеброг (1851), королевский прусский орден Святого Иоанна (1852), греческий орден Спасителя 2-й степени.
Умер в Лондоне 2 марта 1884 года; имел чин тайного советника.